# قائمة مطبوعات ناروتو
هذه هي قائمة مطبوعات رسمية من سلسلة ناروتو تتضمن قصص الأنمي المصورة والروايات الخفيفة وكتب الفن والكتب الدليلية الإضافية. نشرتها شوئيشا تحت عدة بصمات، هذه الأعمال تتبنى أو تمتد لسلسلة أنمي ومانغا ناروتو.

## المانغا

### ناروتو
مانغا ناروتو كتبها ماساشي كيشيموتو ونشرتها شوئيشا في شونن جمب الأسبوعية. بدأت السلسلة في العدد 43 منذ 1999. جمعت شوئيشا لاحقًا هذه الفصول في صيغة مجلدات تانكوبون. الفصول 244 الأوائل معروفين باسم الجزء الأول وتحكي قصته. جميع الفصول اللاحقة تتبع الجزء الثاني وتحكي قصة ناروتو بعد مرور سنة ونصف منذ نهاية الجزء الأول.

### ناروتو: الهوكاغي السابع والربيع القرمزي
ناروتو: الهوكاغي السابع والربيع القرمزي (NARUTO−ナルト−外伝 ～七代目火影と緋色の花つ月～ ناروتو غايدن: نانادايمي هوكاغي تو أكايرو نو هاناتسوزوكي) هي سلسلة محدودة متفرعة متممة لسلسلة ناروتو بواسطة ماساشي كيشيموتو التي عُرضت في شونن جمب الأسبوعية من شركة شوئيشا من 27 أبريل 2015 حتى 6 يوليو 2015. السلسلة تركز على سادارا أوتشيها ابنة ساسوكي وساكورا والتي ترافق ناروتو في مهمة وهي تسعى لمعرفة والدها، ويواجهون خصمًا غامضًا مرتبط بأوروتشيمارو والأوتشيها. القصة تمثل مقدمة للفيلم الحادي عشر لناروتو بوروتو: ناروتو الفيلم. مجلد التانكوبون المجمع أُصدر في 4 أغسطس 2015 في اليابان.
| م. | العنوان                                      | تاريخ الإصدار الياباني | ردمك الياباني          |
| --- | -------------------------------------------- | ---------------------- | ---------------------- |
| | سارادا أوتشيها أوتشيها سارادا (うちはサラダ) | 4 أغسطس 2015           | ISBN 978-4-08-880468-2 |
| \| 700+1. سادارا أوتشيها (うちはサラダ أوتشيها سادارا؟) 700+2. فتى الشارينغان...!! (写輪眼の少年…!! شارينغان نو شونين…!!؟) 700+3. فرصة مقابلة (1) (邂逅① كايكو 1؟) 700+4. فرصة مقابلة (2) (邂逅② كايكو 2؟) 700+5. المستقبل (未来は ميراي وا؟) 700+6. دون تطور (進化無き種 شينكاناكي شو؟) 700+7. عبيد وراثيون (遺伝子の奴隷 إيدينشي نو دوريه؟) 700+8. الشيء الحقيقي (本物 هونمونو؟) 700+9. سأحميك (私が守る واتاشي غا مامورو؟) 700+10. منعكسة في هذه العيون (その眼に写るもの سونو مي ني أتسورومونو؟) \| |                                              |                        |                        |
| مرت 15 سنة منذ حرب النينجا العظمى وقد أصبح ناروتو الهوكاغي السابع. ساسوكي وساكورا قد تزوجا ورُزقا بابنة تدعى سادارا وهي في عمر الحادية عشر حاليًا. باقتراب تخرجها من الأكاديمية، تتسائل عن غياب والدها، فتبدأ بالشك في هويتها بعد اكتشافها صورة لفريق تاكا. ساسوكي يقابل فتى غامض يملك الشارينغان ويحذر ناروتو الذي يقرر مقابلته. تتبع سادارا ناروتو لترى والدها لكن الفتى يستهدفها. تتفعل الشارينغان الخاصة بها بسبب حماسها لرؤية والدها.                                                                |                                              |                        |                        |
| 700+1. سادارا أوتشيها (うちはサラダ أوتشيها سادارا) 700+2. فتى الشارينغان...!! (写輪眼の少年…!! شارينغان نو شونين…!!) 700+3. فرصة مقابلة (1) (邂逅① كايكو 1) 700+4. فرصة مقابلة (2) (邂逅② كايكو 2) 700+5. المستقبل (未来は ميراي وا) 700+6. دون تطور (進化無き種 شينكاناكي شو) 700+7. عبيد وراثيون (遺伝子の奴隷 إيدينشي نو دوريه) 700+8. الشيء الحقيقي (本物 هونمونو) 700+9. سأحميك (私が守る واتاشي غا مامورو) 700+10. منعكسة في هذه العيون (その眼に写るもの سونو مي ني أتسورومونو)                 |                                              |                        |                        |

### ناروتو: المسار المضاء بالبدر
ناروتو: المسار المضاء بالبدر (NARUTO−ナルト−外伝 ～満ちた月が照らす道～ ناروتو غايدن: ميتشيتا تسوكي غا تيراسو ميتشي) هي سلسلة متفرعة متممة لون شوت كتبها ورسمها ماساشي كيشيموتو ونُشرت في شونن جمب الأسبوعية في 25 أبريل 2016. ون شوت تمثل مقدمة إلى سلسلة بروتو وتركز على ميتسوكي - من نسل أوروتشيمارو - والعضو الثالث من فريق بوروتو، الذي يأتي ويسيطر باستخدام أصوله وهويته. ون شوت قد أُدرجت في المجلد الأول من بوروتو: جيل ناروتو التالي.

### بوروتو: جيل ناروتو التالي
في 19 ديسمبر 2015، أُعلن عن إصدار سلسلة متممة شهرية بعنوان بوروتو: جيل ناروتو التالي (BORUTO−ボルト− −NARUTO NEXT GENERATIONS−) وستصدر في كلتي النسختين من شونن جمب الأسبوعية اليابانية والإنجليزية ابتداءً من 9 مايو 2016. المسلسل الجديد يرسمه ميكيو إكيموتو ويكتبه أكيو كوداتشي بإشراف من صانع السلسلة ماساشي كيشيموتو. إكيموتو كان كبير مساعدي كيشيموتو في السلسلة الأصلية ناروتو، وكوداتشي هو شريكه في كتابة سيناريو بوروتو: ناروتو الفيلم.
| 1. بوروتو أوزوماكي!! (うずまきボルト!! أوزوماكي بوروتو!!) 2. بداية التمرين!! (修行開始!! شوغيو كايشي!!) 3. بداية اختبار التشونين (中忍試験開始!! تشونين شيكين كايشي!!) ناروتو: المسار المضاء بالبدر (NARUTO−ナルト−外伝 ～満ちた月が照らす道～ ناروتو غايدن: ميتشيتا تسوكي غا تيراسو ميتشي) |

| 1. أيها الشيخ الأحمق...!! (クソオヤジ…!! كوسو أوياجي...!!) 2. موموشيكي وكينشيكي!! (モモシキとキンシキ!! موموشيكي تو كينشيكي!!) 3. خاسر (ウスラトンカチ أوسوراتونكاتشي) 4. اشتباك...!! (激突…!! غيكيتوتسو...!!) |

### تجميعة ناروتو الكاملة
تجميعة ناروتو الكاملة: مجلد أوزوماكي الضخم (NARUTO—ナルト— 総集編　うずまき大巻 ناروتو سوشوهين: أوزوماكي دايكان) هي تجميعة الخلاصة من الجزء الأول كله في 8 مجلدات سوشوهن، وقد نشرتها شوئيشا من 7 نوفمبر 2008 حتى 10 أبريل 2009. هذه الكتب طُبعت بجودة ورق أقل، ولكن بصيغة أكبر من نسخة التانكوبون وأعادت إنتاج صفحات ملونة بأمانة من النسخة الأصلية بالإضافة إلى الملصقات والمقابلات وميزات إضافية.
| - الفصول من 1 حتى 33 |

| - الفصول من 34 حتى 64 |

| - الفصول من 65 حتى 97 |

| - الفصول من 98 حتى 139 |

| - الفصول من 140 حتى 171 |

| - الفصول من 172 حتى 198 |

| - الفصول من 199 حتى 217 |

| - الفصول من 218 حتى 244 |

### ناروتو ريمكس
ناروتو ريمكس هي نسخة شاملة من سلسلة ناروتو بدأت شوئيشا نشرها في 24 أبريل 2015 تحت بصمة شوئيشا جمب ريمكس وكانت تصدر مجلدين شهريًا. تشبه نسخة 3 في 1 التي تنشرها فيز ميديا، نسخة شوئيشا جمب ريمكس تجمع أكثر من 30 فصل في أكثر من 600 صفحة من مجلداتها والتي تسمى سجلات (伝 دين).
| - الفصول من 1 حتى 33 |

| - الفصول من 34 حتى 64 |

| - الفصول من 65 حتى 90 |

| - الفصول من 91 حتى 115 |

| - الفصول من 116 حتى 145 |

| - الفصول من 146 حتى 173 |

| - الفصول من 174 حتى 200 |

| - الفصول من 201 حتى 225 |

| - الفصول من 226 حتى 250 |

| - الفصول من 251 حتى 281 |

| - الفصول من 282 حتى 312 |

| - الفصول من 313 حتى 342 |

| - الفصول من 343 حتى 367 |

| - الفصول من 368 حتى 402 |

| - الفصول من 403 حتى 430 |

| - الفصول من 431 حتى 457 |

| - الفصول من 458 حتى 487 |

| - الفصول من 488 حتى 514 |

| - الفصول من 515 حتى 544 |

| - الفصول من 545 حتى 575 |

| - الفصول من 576 حتى 599 |

| - الفصول من 600 حتى 637 |

| - الفصول من 638 حتى 673 |

| - الفصول من 674 حتى 700 |

### ناروتو: النسخة الملونة
ناروتو: النسخة الملونة (NARUTO—ナルト— カラー版 ناروتو كارا هان) هي نسخة رقمية ملونة من ناروتو، نُشرت ابتداءً من ديسمبر 2012 تحت بصمة شوئيشا المستحدثة قصص جمب المصورة الرقمية وهي جزء من خط إنتاج القصص المصورة الملونة الرقمية. ابتداءً من 1 أغسطس 2015، أصبحت جميع المجلدات الاثنين وسبعين متاحة للشراء عبر خدمات الكتب الالكترونية اليابانية المختلفة. تلوين الصورة الأصلية البيضاء والسوداء كان من تنفيذ فريق الإنتاج بشوئيشا وأرترا إنترتينمينت. في أبريل 2016، نشرت شوئيشا 3 مجلدات مجانية بعنوان كتب ناروتو البادئة (NARUTO—ナルト— STARTER BOOK) تحت بصمة قصص جمب المصورة الرقمية، يتضمن كل منها 6 فصول ملونة بالكامل من المانغا والتي تمثل نقاط انطلاق للقراء الجدد. من 2013 وحتى 2014، تضمنت أعداد رقمية من شونن جمب الأسبوعية نسخًا ملونة من فصول ناروتو رقم 638 و676 و678 و693-699 وهي تعد إضافات رقمية.

## مانغا متفرعة

### ربيع شباب روك لي
سجلات ربيع شباب روك ري النينجا المليء بالقوة (ロック・リーの青春フルパワー忍伝 روك لي نو سيشون فول باور نيندين) هي مانغا تشويه فائق هزلية متفرعة يكتبها ويرسمها كينجي تايرا. السلسلة تعرض الحياة اليومية لنينجا الورق روك لي وتدريبه ومغامراته الفكاهية مع زملاء فريقه. بدأ ظهوره في عدد يناير 2012 من سايكو جمب وانتهى في سبتمبر 2014. جُمع المسلسل في 7 مجلدات تانكوبون، وقد تحول إلى أنمي روك لي وأصدقاؤه النينجا حيث عُرض من أبريل 2012 حتى مارس 2013 وقد دبلج مركز الزهرة جزء منه إلى العربية وعُرض على سبيستون من أبريل حتى يونيو 2015.

### أسطورة شارينغان ساسوكي
أسطورة شارينغان ساسوكي أوتشيها (うちはサスケの写輪眼伝 أوتشيها ساسكي نو شارينغان دين، وتعني أيضًا "سجلات شارينغان ساسوكي أوتشيها") هي مانغا تشويه فائق هزلية متفرعة يكتبها ويرسمها كينجي تايرا، وهي المانغا اللاحقة لربيع شباب روك لي. السلسلة تعرض مغامرات ساسوكي أوتشيها مع فريقه تاكا من منظور فكاهي. بدأ إصدارها في عدد نوفمبر 2014 من سايكو جمب.
| 1. ساسوكي أوتشيها!! (うちはサスケ!! أوتشيها ساسكي!!) 2. تاكا...!! (鷹…!!) 3. إيتاتشي أوتشيها!! (うちはイタチ!! أوتشيها إيتاتشي) 4. ناروتو أوزوماكي!! (うずまきナルト!! أوزوماكي ناروتو!!) 5. كونوها! (木ノ葉!) أوماكي - ساسوكي أوتشيها وبوروتو!! (うちはサスケとボルト!! أوتشيها ساسكي تو بوروتو!!) |

| 1. إجازة تاكا الصيفية!! (鷹の夏休み!! تاكا نو ناتسوياسومي!!) 2. مهرجان الصيف! (夏祭り! ناتسو ماتسوري!) 3. أوروتشيمارو!! (大蛇丸!!) 4. خريف صغير!! (小さな秋!! تشيسانا أكي!!) 5. إجازة الأكاتسوكي الشتوية!! (暁の冬休み!! أكاتسوكي نو فويوياسومي!!) 6. ساسوكي ضد ... !! (サスケVS〇〇〇!!) 7. ساسوكو أوتشيها!! (うちはサス子!! أوتشيها ساسو-كو!!) 8. شخصان!! (二人一組!! تسومانسيرو!!) 9. المحقق ساسوكي!! (名探偵サスケ!! ميه تانتيه ساسكي!!) |

## الأنمي
العديد من قصص الأنمي المصورة قد أُصدرت في اليابان تحت بصمة قصص جمب المصورة، وتحكي أفلام ناروتو وناروتو شيبودن السينيمائية، ورغم ذلك أُصدرت الأوفا الأولى لناروتو والحلقة الخاصة من الموسم السادس لناروتو شيبودن.

## الأدب القصصي

### روايات مقتبسة
منذ 2002 وحتى 2009، أصدرت شوئيشا روايات خفيفة مقتبسة من أفلام ناروتو السبعة وكذلك جزء «أرض الأمواج» من قصة ناروتو والأفا الأولى لناروتو، وكتبهم جميعًا ماسوتوشي كوساكابي. الروايتان المقتبستان من سجن الدم والطريق إلى النينجا قد نُشرتا في 2011 و2012، وكتبهما أكيرا هيغاشياما ويوكا مياتا على الترتيب.
| عنوان الرواية | المؤلف                                  | تاريخ الإصدار الياباني               |
| --- | --------------------------------------- | ------------------------------------ |
| ناروتو: قلب بريء، دم شيطاني (NARUTO－ナルト－ 白の童子、血風の鬼人 ناروتو: شيرو نو دوجي، كيتسوبو نو كيجين)                                                                       | ماسوتوشي كوساكابي                       | 16 ديسمبر 2002 ISBN 4-08-703121-7    |
| ناروتو: مهمة: احمِ قرية الشلال! (NARUTO－ナルト－ 滝隠れの死闘 オレが英雄だってばよ！ ناروتو: تاكيغاكوري نو شيتو أوري غا هيرو داتيبايو)                                           | ماسوتوشي كوساكابي                       | 15 ديسمبر 2003 ISBN 4-08-703135-7    |
| نارتو: مشهد أكشن عظيم! كتاب فنون النينجا لأميرة الثلج!! (NARUTO―ナルト―大活劇！ 雪姫忍法帖だってばよ！！ ناروتو: دايكاتسوغيكي! يوكيهيمي نينبوتشو داتّيبايو!!)                     | ماسوتوشي كوساكابي                       | 23 أغسطس 2004 ISBN 4-08-703143-8     |
| فيلم ناروتو:اشتباك عظيم! الأطلال الوهمية في أعماق الأرض (劇場版NARUTO―ナルト―大激突！ 幻の地底遺跡だってばよ غيكيجوبان ناروتو: دايكاتسوغيكي! مابوروشي نو تشيتيسيكي داتّيبايو)     | ماسوتوشي كوساكابي                       | 22 أغسطس 2005 ISBN 4-08-703158-6     |
| فيلم ناروتو: إثارة عظيمة! ذعر الحيوانات في جزيرة هلال القمر (劇場版NARUTO―ナルト―大興奮！みかづき島のアニマル騒動だってばよ داي كوفون! ميكازوكي جيما نو أنيمارو بانيكو داتيبايو) | ماسوتوشي كوساكابي                       | 7 أغسطس 2008 ISBN 4-08-703170-5      |
| ناروتو شيبودن الفيلم (劇場版NARUTO―ナルト―疾風伝 غيكيجوبان ناروتو شيبودن) | ماسوتوشي كوساكابي                       | 6 أغسطس 2007 ISBN 978-4-08-703187-4  |
| فيلم ناروتو شيبودن: الروابط (劇場版NARUTO―ナルト―疾風伝 絆 غيكيجوبان ناروتو شيبودن: كيزونا)                                                                                      | ماسوتوشي كوساكابي                       | 4 أغسطس 2008 ISBN 978-4-08-703195-9  |
| فيلم ناروتو شيبودن: إرادة النار (劇場版NARUTO―ナルト―疾風伝 火の意志を継ぐ者 غيكيجوبان ناروتو شيبودن: هي نو إشي وو تسوغومونو)                                                    | ماسوتوشي كوساكابي                       | 3 أغسطس 2009 ISBN 978-4-08-703207-9  |
| فيلم ناروتو شيبودن: البرج المفقود (劇場版NARUTO―ナルト―疾風伝 ザ・ロストタワー غيكيجوبان ناروتو شيبودن: زا روستو تاوا)                                                           | ماسوتوشي كوساكابي                       | 2 أغسطس 2010 ISBN 978-4-08-703228-4  |
| ناروتو: سجن الدم (NARUTO―ナルト―鬼燈の城 ناروتو: بورادو بوريزون) | أكيرا هيغاشياما الرسام: ماساشي كيشيموتو | 4 يوليو 2011 ISBN 978-4-08-703249-9  |
| الطريق إلى النينجا: فيلم ناروتو (ROAD TO NINJA NARUTO THE MOVIE) | يوكا مياتا                              | 27 يوليو 2012 ISBN 978-4-08-703270-3 |
| الأخير: فيلم ناروتو (THE LAST ―NARUTO THE MOVIE―) | مارو كيوزوكا                            | 8 ديسمبر 2014 ISBN 978-4-08-703339-7 |
| بوروتو: فيلم ناروتو (BORUTO ―NARUTO THE MOVIE―) | أكيو كوداتشي                            | 10 أغسطس 2015 ISBN 978-4-08-703373-1 |

### روايات أصلية
نُشرت 3 روايات أصلية في اليابان، كتبها أكيرا هيغاشياما ورسمها ماساشي كيشيموتو. الأولى هي ناروتو: حكايات النينجا الجسور قد نُشرت في أغسطس 2010، وتُعرض داخل العالم على أنها رواية جيرايا - معلم ناروتو أوزوماكي ومؤلف مشهور في عالم ناروتو - والذي يعد أداة حبكة في عدة نقاط خلال المسلسل. هذه القصة التي بداخل قصة تحكي قصة «النينجا الجسور» الخيالي ناروتو موساسابي أثناء تعقبه لرفيقه السابق رينجي مومواشي ويكشف مؤامرة غامضة تتضمن تدمير قرية مجاورة.
الرواية الثانية ناروتو جينرايدن: يوم عوى الذئب، كُتبت بعد فترة قصيرة من قتل ساسوكي أوتشيها لأخيه إيتاتشي وتحكي عن رحلته إلى قرية عواء الذئب حيث يُنتج دواء عين إيتاتشي. هناك يقابل ريشي وكينا - أخوين محليين عرفهما إيتاتشي - ويحاول أن يعرف أكثر عن دوافع أخيه بينما يساعد الأخوين في حربهما ضد عشيرة منافسة ووحش يشبه الذئب من أسطورة محلية.
الرواية الثالثة ناروتو: حكايات النينجا البسيط قد أُعلن عنها في نوفمبر 2015 بصفتها متممة للرواية الأولى. وللمرة الثانية، تُقدم على أنها من تأليف جيرايا. هذه القصة - وُصفت أنها مصدر الإلهام لسلسلة كتبه اللاحقة الغزل (イチャイチャ إتشا إتشا) - تصور زوج من الشينوبي الساذجين يقعان في حب بعضهما البعض على ساحة المعركة.
بالإضافة إلى ذلك، رواية قائمة بذاتها تابعة لسلسلتي السجلات السرية وقصص حقيقية كتبتها شو هيناتا ورسمها ماساشي كيشيموتو، ألا وهي ناروتو: قصة كونوها الجديدة — مخطوطات نينجا البخار قد نُشرت في 4 أغسطس 2016. كُتبت في الفترة ما بين آخر فصل من السلسلة الرئيسية وأول فصل من سلسلة ناروتو: الهوكاغي السابع والربيع القرمزي، وهي تحكي مهمة ميراي ساروتوبي لمرافقة كاكاشي هاتاكي ومايت غاي في إجازتهم في ينبوع ساخن، وسترتبط بأحداث ناروتو وبوروتو: جيل ناروتو التالي.
| عنوان الرواية | المؤلف          | تاريخ الإصدار الياباني               |
| --- | --------------- | ------------------------------------ |
| ناروتو: حكايات النينجا الجسور (NARUTO―ナルト―ド根性忍伝 ناروتو: دوكونجو نيندين)                                                      | أكيرا هيغاشياما | 4 أغسطس 2010 ISBN 978-4-08-703229-1  |
| ناروتو جينرايدن: يوم عوى الذئب (NARUTO－ナルト－ 迅雷伝 狼の哭く日 ناروتو جينرايدن: أوكامي نو ناكو هي)                               | أكيرا هيغاشياما | 2 نوفمبر 2012 ISBN 978-4-08-703279-6 |
| ناروتو: حكايات النينجا البسيط (NARUTO―ナルト―ド純情忍伝 ناروتو: دوجونجو نيندين)                                                      | أكيرا هيغاشياما | 4 أغسطس 2015 ISBN 978-4-08-703371-7  |
| ناروتو: قصة كونوها الجديدة — مخطوطات نينجا البخار (NARUTO－ナルト－ 木ノ葉新伝 湯煙忍法帖 ناروتو: كونوها شيندين — يوكيموري نينبوتشو) | شو هيناتا       | 4 أغسطس 2016 ISBN 978-4-08-703401-1  |

### سلسلة سجلات ناروتو السرية
سجلات ناروتو السرية (NARUTO -ナルト- 秘伝 ناروتو هيدين) هي سلسلة روايات خفيفة يرسمها ماساشي كيشيموتو، تحكي قصص العديد من الشخصيات بعد ختام السلسلة الأصلية لناروتو. أُعلن عنها في نوفمبر 2014 مع آخر فصل من المانغا، وتتألف السلسلة من 6 مجلدات حيث أن الأول قد أُصدر في فبراير 2015.
| عنوان الرواية | المؤلف          | تاريخ الإصدار الياباني               |
| --- | --------------- | ------------------------------------ |
| ناروتو: قصة كاكاشي — برق في السماء المجمدة (NARUTO－ナルト－ カカシ秘伝 氷天の雷 ناروتو: كاكاشي هيدين — هيوتين نو إكازوتشي)                               | أكيرا هيغاشياما | 4 فبراير 2015 ISBN 978-4-08-703344-1 |
| ناروتو: قصة شيكامارو — سحابة تنجرف في الظلام الصامت (NARUTO－ナルト－ シカマル秘伝 闇の黙に浮ぶ雲 ناروتو: شيكامارو هيدين — يامي نو شيجيما ني أوكابو كومو) | تاكاشي يانو     | 4 مارس 2015 ISBN 978-4-08-703347-2   |
| ناروتو: قصة ساكورا — حب يمتطي نسيم الربيع (NARUTO－ナルト－ サクラ秘伝 思恋、春風にのせて ناروتو: ساكرا هيدين — شيرين، هاروكازي ني نوسيتي)                | توموهيتو أوساكي | 3 أبريل 2015 ISBN 978-4-08-703354-0  |
| ناروتو: قصة كونوها: اليوم المثالي للزفاف (NARUTO－ナルト－ 木ノ葉秘伝 祝言日和 ناروتو: كونوها هيدين — شوغينبيوري)                                         | شو هيناتا       | 1 مايو 2015 ISBN 978-4-08-703360-1   |
| ناروتو: قصة غارا: سراب عاصفة رملية (NARUTO－ナルト－ 我愛羅秘伝 砂塵幻想 ناروتو: غارا هيدين — ساجينغينسو)                                                 | أوكيو كوداتشي   | 4 يونيو 2015 ISBN 978-4-08-703364-9  |
| ناروتو: قصة الأكاتسوكي: أزهار الشر في الإزهار الكامل (NARUTO－ナルト－ 暁秘伝 咲き乱れる悪の華 ناروتو: أكاتسكي هيدين — ساكيميداريرو أكو نو هانا)          | شين توادا       | 3 يوليو 2015 ISBN 978-4-08-703367-0  |

### سلسلسة قصص ناروتو الحقيقية
قصص ناروتو الحقيقية (NARUTO -ナルト- 真伝 ناروتو شيندين) هي ثلاثية روايات خفيفة رسمها ماساشي كيشيموتو، وتستكشف ماضي إيتاتشي أوتشيها ومستقبل ساسوكي أوتشيها. أُعلن عن السلسلة في يونيو 2015 وميعاد إصدارها في خريف 2015.
| عنوان الرواية | المؤلف      | تاريخ الإصدار الياباني               |
| --- | ----------- | ------------------------------------ |
| ناروتو: قصة إيتاتشي الحقيقية — الضوء الساطع (NARUTO－ナルト－ イタチ真伝 光明篇 ناروتو: إيتاتشي — شيندين كوميو-هين) | تاكاشي يانو | 4 سبتمبر 2015 ISBN 978-4-08-703375-5 |
| ناروتو: قصة إيتاتشي الحقيقية — ظلام الليل (NARUTO－ナルト－ イタチ真伝 暗夜篇 ناروتو: إيتاتشي — شيندين أنيا-هين)    | تاكاشي يانو | 2 أكتوبر 2015 ISBN 978-4-08-703380-9 |
| ناروتو: قصة ساسوكي الحقيقية — شروق الشمس (NARUTO－ナルト－ サスケ真伝 来光篇 ناروتو: ساسكي شيندين — رايكو-هين)      | شين توادا   | 4 نوفمبر 2015 ISBN 978-4-08-703384-7 |

## مواد إضافية
العديد من الكتب الإرشادية وكتب الفن الإضافية قد نُشرت حيث تجمع المعلومات والأعمال الفنية من المانغا والأنمي. ثلاثة من كتب الفن تجمع رسومات ماساشي كيشيموتو للمانغا والموارد الترويجية المتعلقة، بينما كتاب أُصدر في الذكرى السنوية يعرض عمل فني أُنتج على مر العقد الأول من بث مسلسل الأنمي. بين الكتب الإرشادية، يوجد 3 ملفات أنمي - والتي تحتوي على ملفات شخصيات وصورة مأخوذة من الأنمي - ويوجد كتابين للمعجبين واللذين يحتويان على مقابلات ومقالات وميزات خاصة متعلقة بالمانغا؛ ويوجد ثلاثة كتب بيانات تحتوي على معلومات مفصلة عن الشخصيات والقدرات والأماكن وأجزاء القصة في المانغا. كتاب إرشادي للفيلم الطريق إلى النينجا قد نُشر ووُزع مع نسخ من المجلد 61 لناروتو يحتوي معلومات عن الفيلم ومقابلة مع كيشيموتو والفيلم 9: فيلم الطريق إلى النينجا ون شوت، وقد طُبع بنفس الصيغة كمجلدات ناروتو.

### ملفات الأنمي
| عنوان الملف                                                 | الناشر    | تاريخ الإصدار الإنجليزي               |
| ----------------------------------------------------------- | --------- | ------------------------------------- |
| ناروتو: ملفات الأنمي المجلد 1 Naruto Anime Profiles, Vol. 1 | فيز ميديا | 5 يوليو 2006 ISBN 978-1-4215-0657-9   |
| ناروتو: ملفات الأنمي المجلد 2 Naruto Anime Profiles, Vol. 2 | فيز ميديا | 18 سبتمبر 2007 ISBN 978-1-4215-1326-3 |
| ناروتو: ملفات الأنمي المجلد 3 Naruto Anime Profiles, Vol. 3 | فيز ميديا | 23 سبتمبر 2008 ISBN 978-1-4215-1889-3 |

### كتب الفن
| عنوان الكتاب | الرسام          | تاريخ الإصدار الياباني               |
| --- | --------------- | ------------------------------------ |
| تجميعة ماساشي كيشيموتو الفنية: أوزوماكي (岸本斉史画集 UZUMAKI كيشيموتو ماساشي غاشو: أوزوماكي)                     | ماساشي كيشيموتو | 2 يوليو 2004 ISBN 978-4-08-873706-5  |
| رسم جمب: فن ناروتو (PAINT JUMP Art of NARUTO－ナルト－)                                                           | ماساشي كيشيموتو | 4 أبريل 2008 ISBN 978-4-08-782168-0  |
| تجميعة رسومات ناروتو (NARUTO―ナルト―イラスト集 NARUTO ناروتو إراستو-شو: ناروتو)                                   | ماساشي كيشيموتو | 3 يوليو 2009 ISBN 978-4-08-874823-8  |
| ناروتو: عقد واحد، مئة نينجا (NARUTO－ナルト－ 十年百忍 ناروتو: جونين هياكونين)                                    | ماساشي كيشيموتو | 4 أغسطس 2009 ISBN 978-4-08-874825-2  |
| تجميعة رسومات ناروتو: ناروتو أوزوماكي (NARUTO―ナルト―イラスト集 UZUMAKI NARUTO ناروتو إراستو-شو: أوزوماكي ناروتو) | ماساشي كيشيموتو | 4 فبراير 2015 ISBN 978-4-08-880384-5 |

### كتب البيانات
| عنوان الكتاب | الترتيب في سلسلته | تاريخ الإصدار الياباني | ردمك                                 |
| --- | ----------------- | ---------------------- | ------------------------------------ |
| ناروتو كتاب بيانات الشخصيات الرسمي: السجلات السرية — سجل المواجهة (NARUTO―ナルト―キャラクターオフィシャルデータBOOK 秘伝・臨の書 ناروتو كياراكوتا أوفيشارو ديتا بوكو: هيدين — رين نو شو) | الأول             | 4 يوليو 2002           | ISBN 978-4-08-873288-6               |
| ناروتو كتاب المعجبين الرسمي: السجلات السرية — سجل المحاربين (NARUTO―ナルト―オフォシャルファンBOOK 秘伝・の書 ناروتو أوفيشارو فان بوكو: هيدين — هيو نو شو)                                | —                 | 4 أكتوبر 2002          | ISBN 978-4-08-873321-0               |
| ناروتو كتاب بيانات الشخصيات الرسمي: السجلات السرية — سجل المعركة (NARUTO―ナルト―キャラクターオフィシャルデータBOOK 秘伝・闘の書 ناروتو كياراكوتا أوفيشارو ديتا بوكو: هيدين — تو نو شو)   | الثاني            | 4 أبريل 2005           | ISBN 978-4-08-873734-8               |
| ناروتو كتاب بيانات الشخصيات الرسمي: السجلات السرية — سجل شخص ما (NARUTO―ナルト―キャラクターオフィシャルデータBOOK 秘伝・者の書 ناروتو كياراكوتا أوفيشارو ديتا بوكو: هيدين — شا نو شو)    | الثالث            | 4 سبتمبر 2008          | ISBN 978-4-08-874247-2               |
| ناروتو كتاب المعجبين الممتاز الرسمي: السجلات السرية — سجل الجميع (NARUTO―ナルト―オフィシャルプレミアムファンBOOK 秘伝・皆の書 ناروتو أوفيشارو بوريميامو فان بوكو: هيدين — كاي نو شو)     | —                 | 4 ديسمبر 2009          | ISBN 978-4-08-874834-4               |
| ناروتو كتاب بيانات الشخصيات الرسمي: السجلات السرية — سجل التشكيل (NARUTO―ナルト―キャラクターオフィシャルデータBOOK 秘伝・陣の書 ناروتو كياراكوتا أوفيشارو ديتا بوكو: هيدين — جين نو شو)  | الرابع            | 4 نوفمبر 2014          | ISBN 978-4-08-880263-3               |
| ناروتو كتاب الفيلم الرسمي: السجلات السرية — سجل الرتب (NARUTO―ナルト―オフィシャルムービーBOOK 秘伝・列の書 ناروتو أوفيشارو موبي بوكو: هيدين — ريتسو نو شو)                               | الأول             | 6 ديسمبر 2014          | موزع في عروض الأخير: ناروتو الفيلم   |
| كتاب زوار معرض ناروتو الرسمي: سجلات جديدة — سجل الرياح (NARUTO－ナルト－展オフィシャルゲストBOOK 新伝・風の書 ناروتو تين أوفيشارو غيستو بوكو: شيندين — فو نو شو)                         | —                 | 25 أبريل 2015          | موزع في معرض ناروتو لماساشي كيشيموتو |
| كتاب معجبين معرض ناروتو الممتاز: سجلات جديدة — سجل البرق (NARUTO－ナルト－展プレミアムファンBOOK 新伝・雷の書 ناروتو تين بوريميامو فان بوكو: شيندين — راي نو شو)                         | —                 | 25 أبريل 2015          | موزع في معرض ناروتو لماساشي كيشيموتو |
| ناروتو كتاب الفيلم الرسمي: السجلات السرية — سجل البقاء (NARUTO―ナルト―オフィシャルムービーBOOK 秘伝・在の書 ناروتو أوفيشارو موبي بوكو: هيدين — زاي نو شو)                                | الثاني            | 7 أغسطس 2015           | موزع في عروض لبوروتو: ناروتو الفيلم  |

### كتب إرشادية أخرى
| عنوان الكتاب | تاريخ الإصدار الياباني | ردمك                                      |
| --- | ---------------------- | ----------------------------------------- |
| ناروتو مجلد الشينوبي: الطريق إلى النينجا (NARUTO―ナルト―巻ノ忍 ROAD TO NINJA ناروتو ماكي نو شينوبي: رودو تو نينجا)                                                                                      | 27 يوليو 2012          | وُزع مع النسخة الأولى من المجلد 61         |
| ناروتو كيزونا: كلمات الميثاق — مخطوطة السماء (NARUTO－ナルト－名言集 絆－KIZUNA－ 天ノ巻 ناروتو: ميغونشو كيزونا - تين نو ماكي)                                                                          | 15 مارس 2013           | ISBN 978-4-08-720681-4                    |
| ناروتو كيزونا: كلمات الميثاق — مخطوطة الأرض (NARUTO－ナルト－名言集 絆－KIZUNA－ 地ノ巻 ناروتو: ميغونشو كيزونا - تشي نو ماكي)                                                                           | 15 مارس 2013           | ISBN 978-4-08-720682-1                    |
| دليل ناروتو الرسمي من معرض ماساشي كيشيموتو: "ميتشي" (連載完結記念 岸本斉史 NARUTO－ナルト－展 公式ガイドブック「道－MICHI－」 رينساي كانكيتسو كينين كيشيموتو ماساشي ناروتو تين كوشيكي غايدوبوكو: ميتشي) | 25 أبريل 2015          | بِيع حصريًا في معرض ناروتو لماساشي كيشيموتو |